# Deinacrida heteracantha
Deinacrida heteracantha – gatunek dużego owada z rzędu prostoskrzydłych i rodziny Anostostomatidae, zaliczany do wet.  W naturalnych warunkach występuje tylko na wyspie Little Barrier (północny wschód od Wyspy Północnej).

## Opis
Bezskrzydłe owady o wielkim, grubym ciele. Jedne z najcięższych owadów w faunie świata. Samice tego gatunku osiągają długość 8,5 cm i ważą do 71 g (średnia masa większości osobników wynosi około 43 g). Większość masy stanowią przyszłe jaja znajdujące się w odwłoku samicy. Waga samicy bez jaj rzadko przekracza 19 g. Tylna goleń z grubymi kolcami, 4 w każdym z rzędów. Kolce wewnętrznego rzędu są większe niż szerokość goleni. Długość tylnej goleni samców około 50 mm, samic 51–54 mm.
Spędza dzień w kryjówce, którą opuszcza w nocy, by żywić się liśćmi i nasionami. Samica ma służące do składania jaj mieczowate pokładełko, które łatwo można pomylić z groźnym żądłem. Żył na Nowej Zelandii od milionów lat i do niedawna miał niewielu wrogów naturalnych. Obecnie jednak, zjadany przez szczury i inne zwierzęta sprowadzone przez ludzi, znalazł się na krawędzi zagłady.